# 隗囂
隗 囂（かい ごう、? - 33年）は、中国の新代から後漢時代初期の武将・政治家。字は季孟。涼州天水郡成紀県（現在の甘粛省天水市秦安県）の人。叔父は隗崔。兄は隗義。子は隗恂・隗純。隴右に割拠した新末後漢初の群雄の一人で、蜀の公孫述と共に、光武帝（劉秀）の統一事業に立ちはだかった人物である。

## 事跡

### 初期の挙兵
若年時代は州郡で官吏を務めていたが、王莽の下で国師を務めた劉歆に登用され、その属官となっている。地皇4年（23年）、南陽郡で劉縯が宛を包囲した時に、王莽が赦令を下す使者72人の一人として長安を出発した。劉歆が叛乱の露呈によって自殺した後、隗囂は郷里に帰った。更始帝（劉玄）が即位し、王莽が敗北したと聞いて、叔父の隗崔・兄の隗義が、上邽の楊広や冀県の周宗と共謀してこれに呼応しようとした。隗囂は「兵は凶事」として諫止したが、隗崔らは聞き入れず、平襄を攻撃し、鎮戎の大尹（新制における天水郡の太守）を討ち取っている。その後、隗囂の声望が高く、また経書を良く読むことから、隗崔と楊広はこれを上将軍として推戴した。隗囂は辞退を繰り返した後に、遂にこれを受諾している。
頭領となった隗囂は、扶風平陵県出身の方望を軍師として招聘した。方望は、漢室復興の大義を示すため「神道設教」を行うことを進言する。隗囂もこれを容れて邑に東面して廟を建て、高祖（劉邦）・太宗（文帝）・世宗（武帝）を祀るなどしている。これに伴い、隗囂は元号を漢復に改め、漢復元年（23年）7月付で漢室復興の檄を各郡国に発した。
そして隗囂は、10万の大軍をもって周辺地域へ出撃し、雍州牧陳慶・安定大尹王向（王莽の従弟で王譚の子）を攻め滅ぼした。同年9月に王莽が滅亡した頃には、隴西・武都・金城・武威・張掖・酒泉・敦煌の各郡が、隗囂の支配地域となっている。

### 更始政権での活動

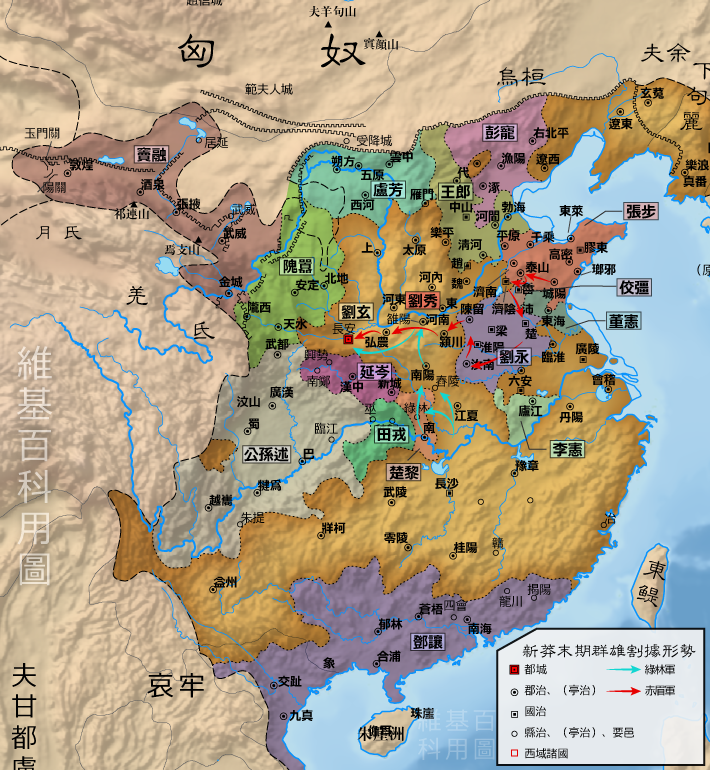
新滅亡後の勢力図

漢復2年（24年）、長安の更始帝から隗囂・隗崔・隗義を招聘する使者が派遣され、方望の諫止を聞かず、隗囂らは長安へ向かった。このため方望は、手紙を残して隗囂から去った。長安入りした隗囂は、更始帝から右将軍に任命された。同年冬、赤眉軍が関中に入ると隗崔と隗義が反逆して故郷に戻ろうとしたが、隗囂は自ら更始帝にこのことを告げ、隗崔と隗義は誅殺される。一方、隗囂は更始帝からその忠義を賞賛され、御史大夫に任命された。
更始3年（25年）、赤眉軍が西へ向けて進軍し、光武帝が即位したと聞いた隗囂は、政事を劉氏の元老格である国三老劉良に委ねるよう更始帝に進言したが、聞き入れられなかった。まもなく、衛尉大将軍張卬らが、更始帝を脅かして荊州に戻ろうと画策すると、隗囂もこの謀議に加わる。しかし、事が露見し、隗囂は更始帝の命を受けた執金吾鄧曄に屋敷を囲まれたが、辛うじて長安を脱出した。
天水へ帰還すると、隗囂は西州上将軍を自称し、同年9月に更始政権が滅亡すると、三輔の多くの士大夫は隗囂を頼って来た。すなわち隗囂の下には、谷恭・范逡・王元・王遵などの多くの名士が参集し、隗囂の声望は山東にまで聞こえたという。また、河西に割拠していた竇融らにも将軍印を授与し、これを傘下に加えた。

### 後漢での破格の待遇
建武2年（26年）、漢の大司徒鄧禹の部将の馮愔が鄧禹に反逆し、天水へ向ったが、隗囂はこれを高平（安定郡）で撃破した。これにより鄧禹は、隗囂に符節を与え、西州大将軍に任命し、涼州朔方郡の事務について専権を授与した。長安を占領していた赤眉軍が西進してくると、隗囂は部将の楊広を派遣してこれを撃破している。
建武3年（27年）、隗囂が光武帝に書簡を奉呈したところ、光武帝は、隗囂を字で呼び、対等の国君に対する儀礼をもって応じるという破格の厚遇で、これに報いた。同年、蜀の公孫述の支援を受けた呂鮪が三輔へ進攻してくると、隗囂は征西大将軍馮異と協力して呂鮪を撃破し、光武帝から更なる礼遇が加えられている。また、公孫述が隗囂に大司空・扶安王の印綬を授けてこれを取り込もうとすると、隗囂はその使者を斬り、公孫述の軍を度々撃破した。これにより、しばらくは公孫述も出兵しようとしなくなっている。

### 後漢からの離反
しかし、光武帝が蜀の公孫述の攻略を隗囂に持ちかけると、隗囂の態度は消極的であった。隗囂は本心では天下統一を望まず、光武帝と公孫述の両雄を並存させ、漁夫の利を得ることを願っていたためである。光武帝もその意図を見抜いたため、次第に隗囂を冷遇し、対等の国君の礼から、通常の君臣の礼へと格下げする。また、隗囂と仲が良かった来歙・馬援から来朝の呼びかけもあり、子の隗恂を人質として光武帝の下に送っているが、それでも隗囂は腹心である王元などの勧めもあって、次第に自立の動きを模索するようになった。
建武6年（30年）、公孫述が荊州南郡へ進攻してくると、光武帝は隗囂に蜀進攻を命じたが、隗囂は様々な理由をあげてこれを受け容れなかった。ついに光武帝は隗囂に示威行動で臨み、自ら長安に移り、建威大将軍耿弇ら7人の将軍に隴西経由による蜀侵攻を行わせる。しかし、隗囂は光武帝からの蜀征伐参加の要請を拒絶し、光武帝に叛旗を翻した。緒戦は隗囂が耿弇らを撃退したが、続く部将の王元・行巡による三輔攻撃は失敗に終わる。
隗囂と光武帝の最後の和平交渉も決裂すると、隗囂は公孫述に服従の使者を送り、建武7年（31年）、朔寧王に封じられた。しかし、その一方で、光武帝への傾斜を強めていた河西の竇融らは、隗囂から授与されていた将軍印を破棄するなどして、隗囂陣営から離脱していく。

### 最期
馬援・来歙が、隗囂軍を次々と切り崩した。政略によって隗囂の腹心の王遵や第一城（安定郡高平県）を守備する高峻らを引き抜き、武略によっては建武8年（32年）春に略陽（天水郡）を奇襲、占領したのである。そして光武帝が親征すると、河西の竇融・梁統らが軍を率いてこれに合流し、王遵が元の同僚の牛邯を投降させた。これらをきっかけに、隗囂配下の13人の大将、16県、10数万人の兵士が尽く投降している。
隗囂は光武帝の降伏勧告を拒否し、故に人質となっていた隗恂を殺させることになるも、抗戦した。しかしその後も、呉漢・岑彭・耿弇ら漢軍に攻められ、隗囂は西城（隴西郡）に追い込まれる。包囲されること3カ月ほど、王元が引き連れてきた公孫述の救援軍が至り、隗囂は包囲を脱して冀県へ退却することができた。さらに、漢軍が兵糧不足から退却したために九死に一生を得、安定・北地・天水・隴西の各郡も一応、再び隗囂に帰順した。
建武9年（33年）春、隗囂は病の上に飢えて、城外で乾燥食糧（原文「糗糒」）を食すると、憤怒の余り死去した。その後も、王元らが隗囂の遺児の隗純を擁立して抗戦したが、建武10年（34年）、落門聚（天水郡冀県）で来歙らに破れ、隗純らは漢に降り、王元は蜀の公孫述の下へ逃亡した。
建武18年（42年）、隗純は賓客と漢を逃亡し、胡族と結び、武威郡に至るも捕縛され誅された。

### 人物像
隗囂は平素から謙遜恭順な人柄で、士人を愛し、親友のように接したという。光武帝も隗囂が､一時臣従していた際､「長者」（徳望のある人物）として賞賛していた。